# Ulica Rakowiecka w Warszawie

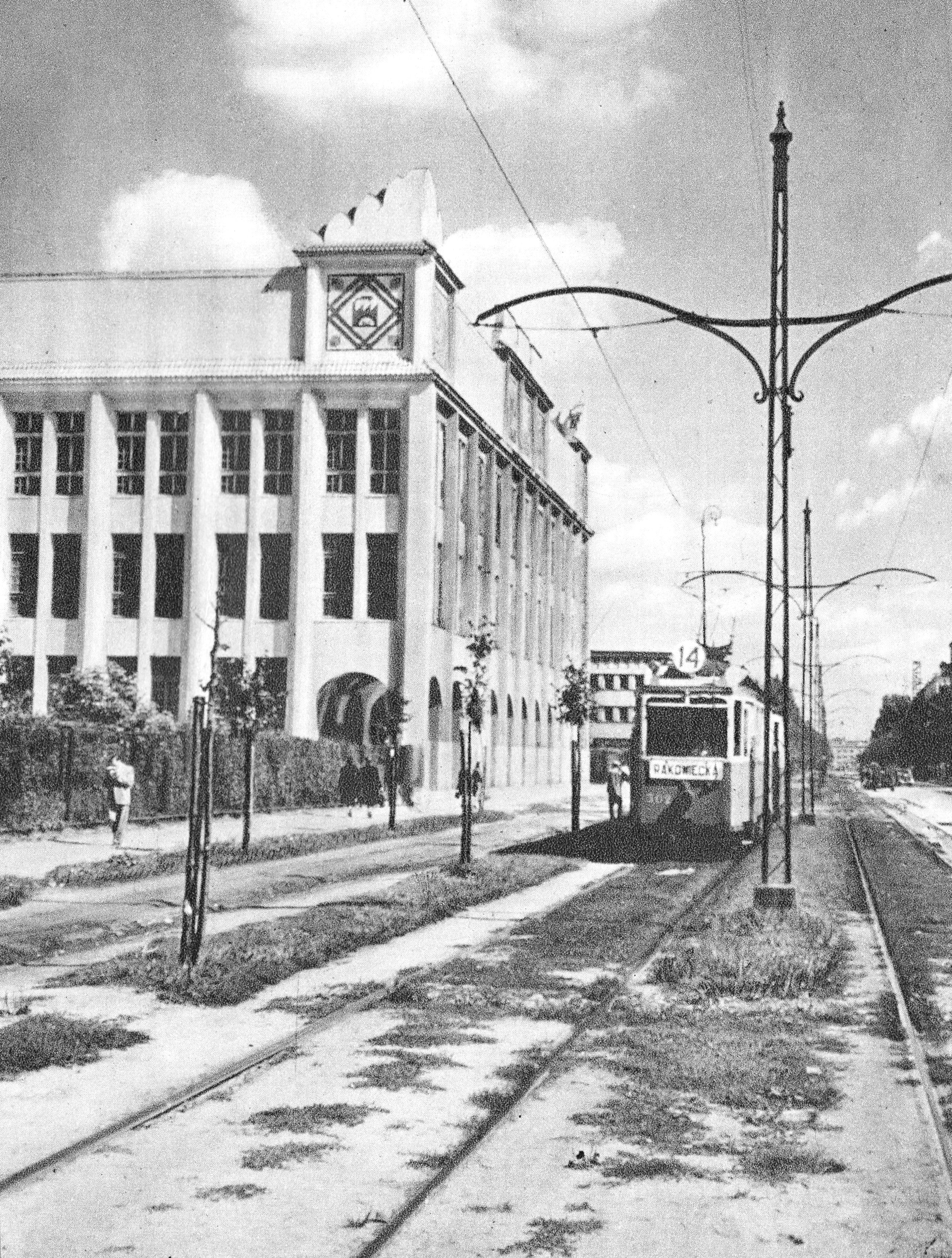
Ulica Rakowiecka po 1945, po lewej budynek SGH (nr 24)

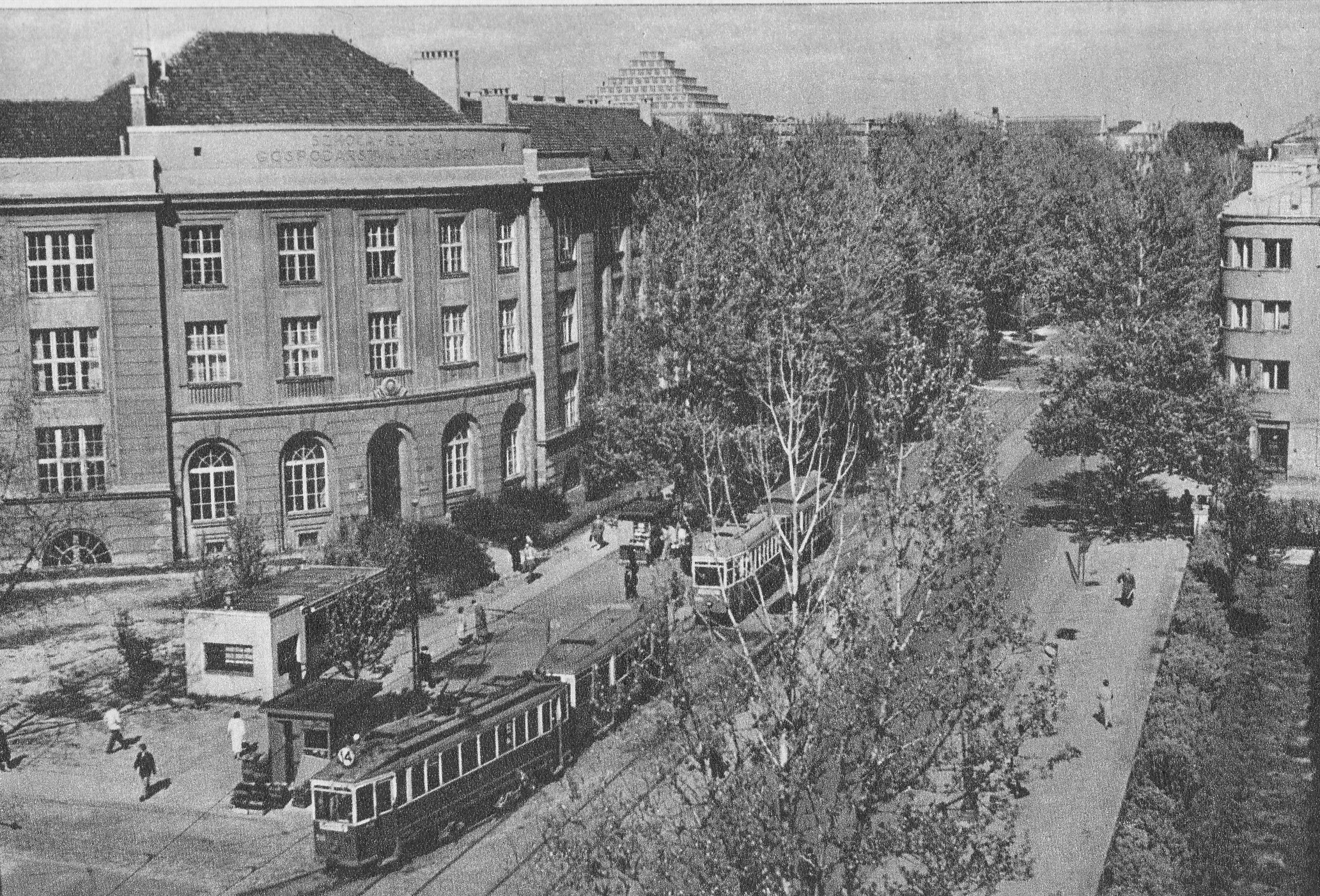
Zachodni odcinek ulicy w latach 50. XX wieku, po lewej kompleks budynków Szkoły Głównej Gospodarstwa Wiejskiego

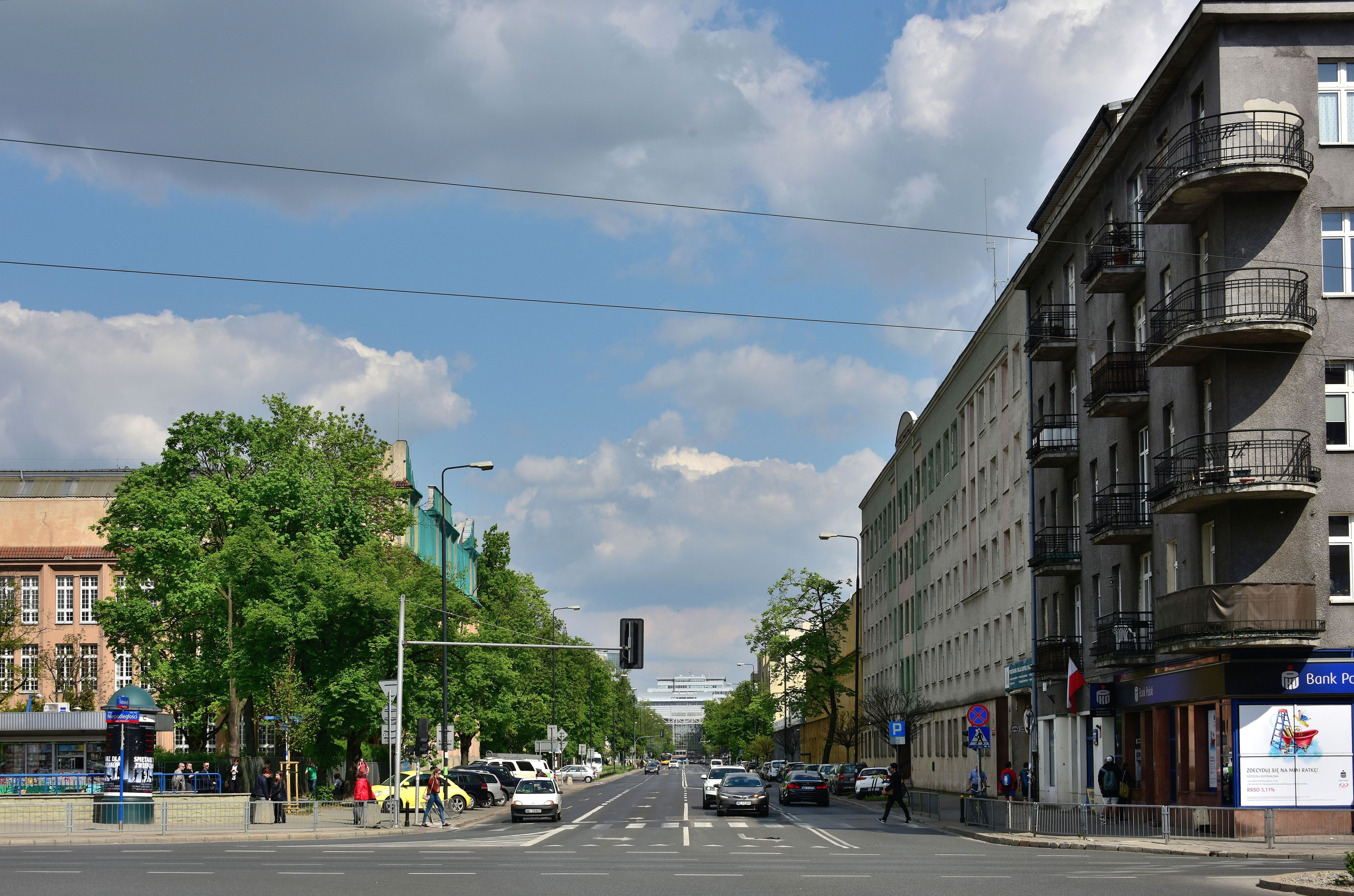
Wschodni odcinek ulicy, widok ze skrzyżowania z al. Niepodległości (2019)

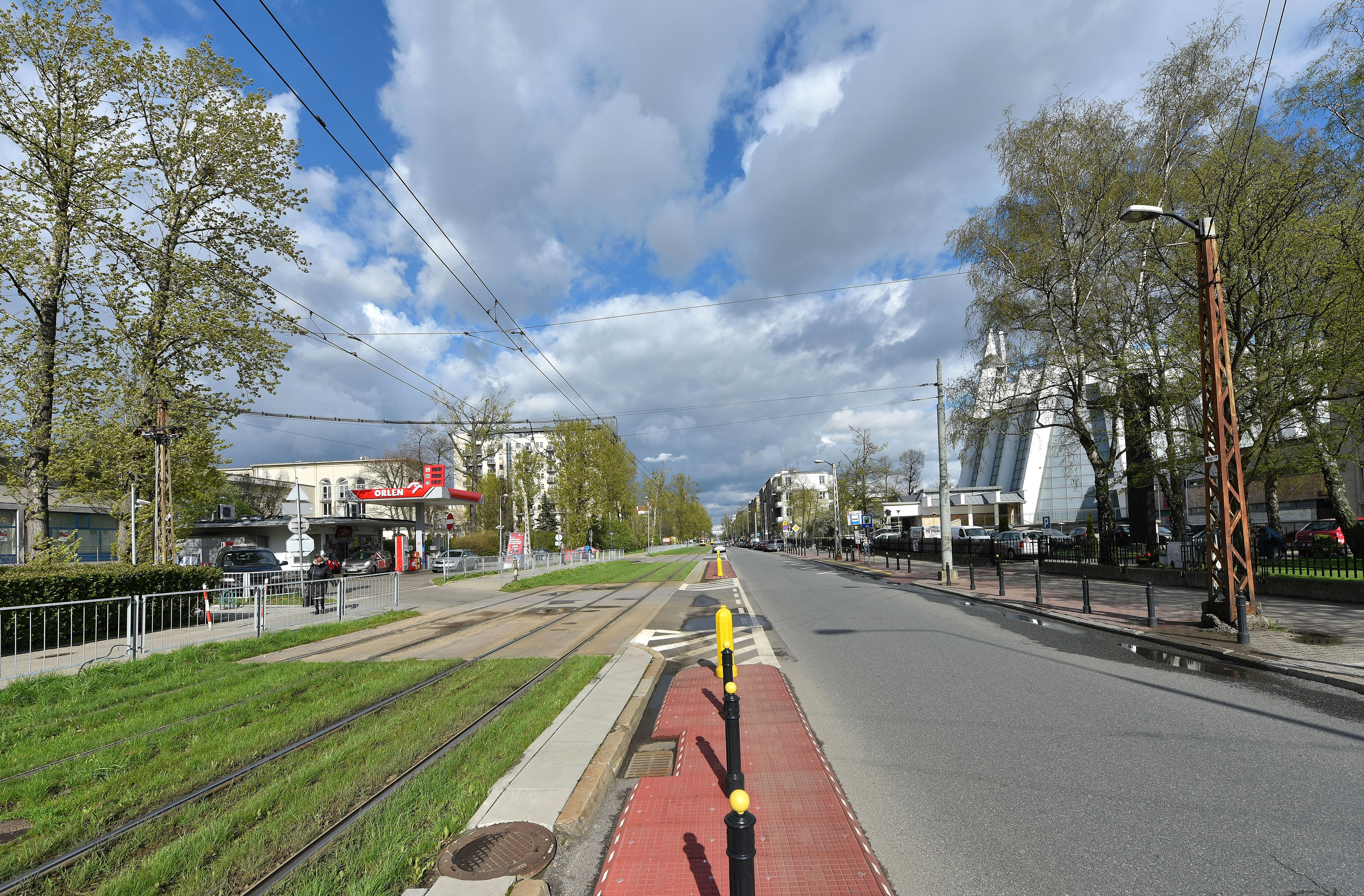
Ulica Rakowiecka przy ul. św. Andrzeja Boboli (2017)

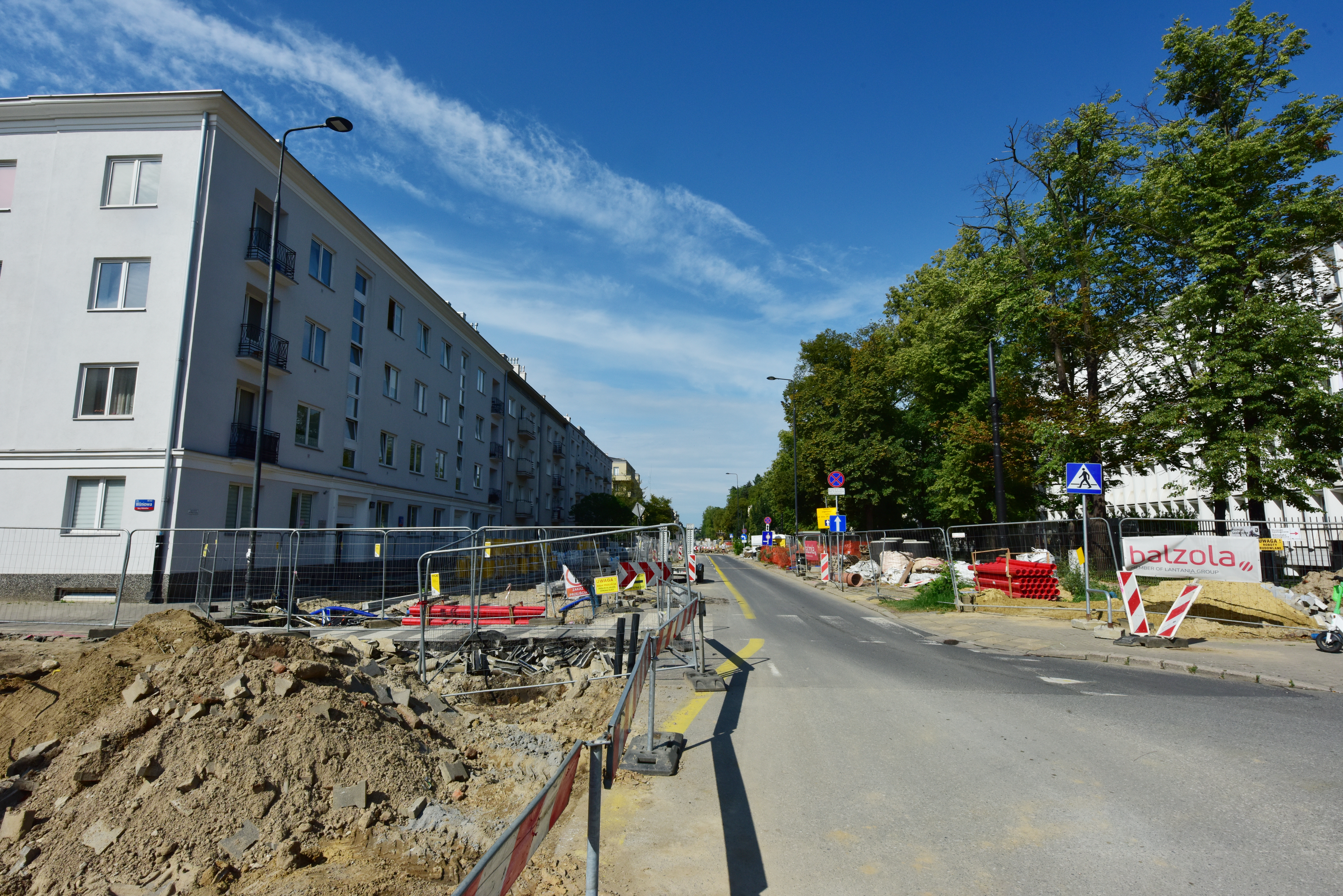
Budowa nowej linii tramwajowej, widok ze skrzyżowania z ulicą Wiśniową w kierunku zachodnim (2025)

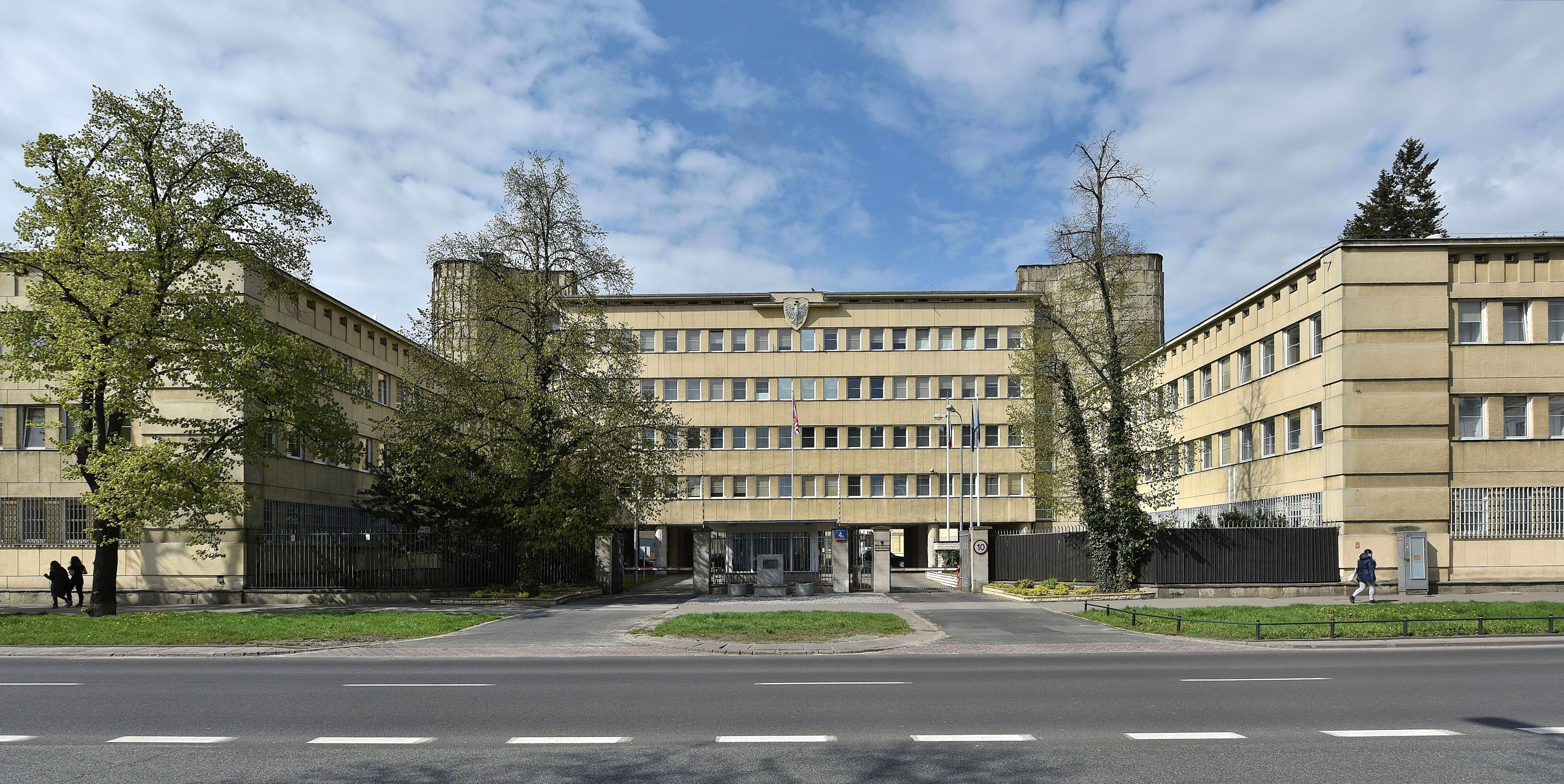
Sztab Generalny Wojska Polskiego (nr 4a)

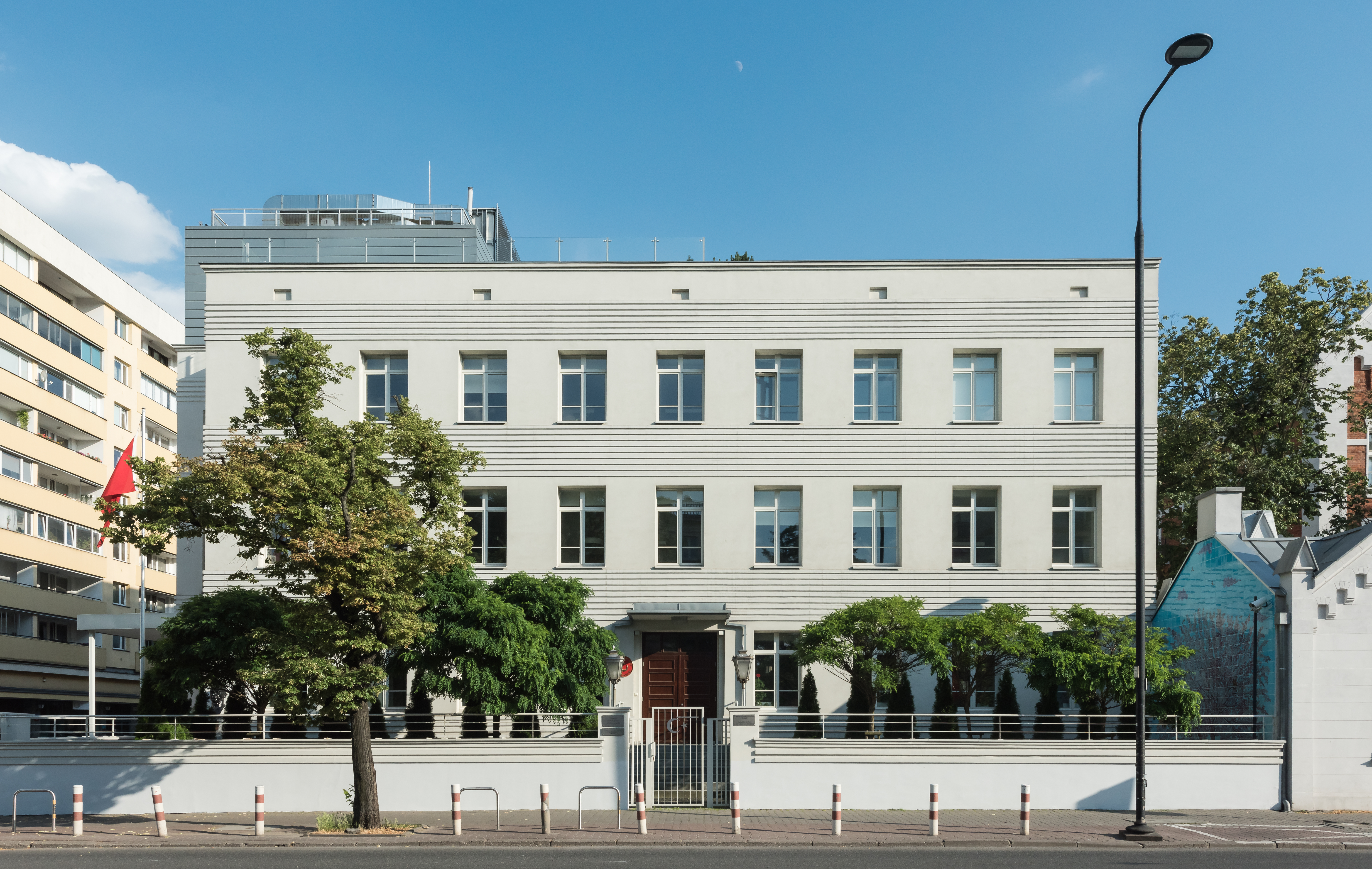
Budynek Ambasady Turcji (nr 19)

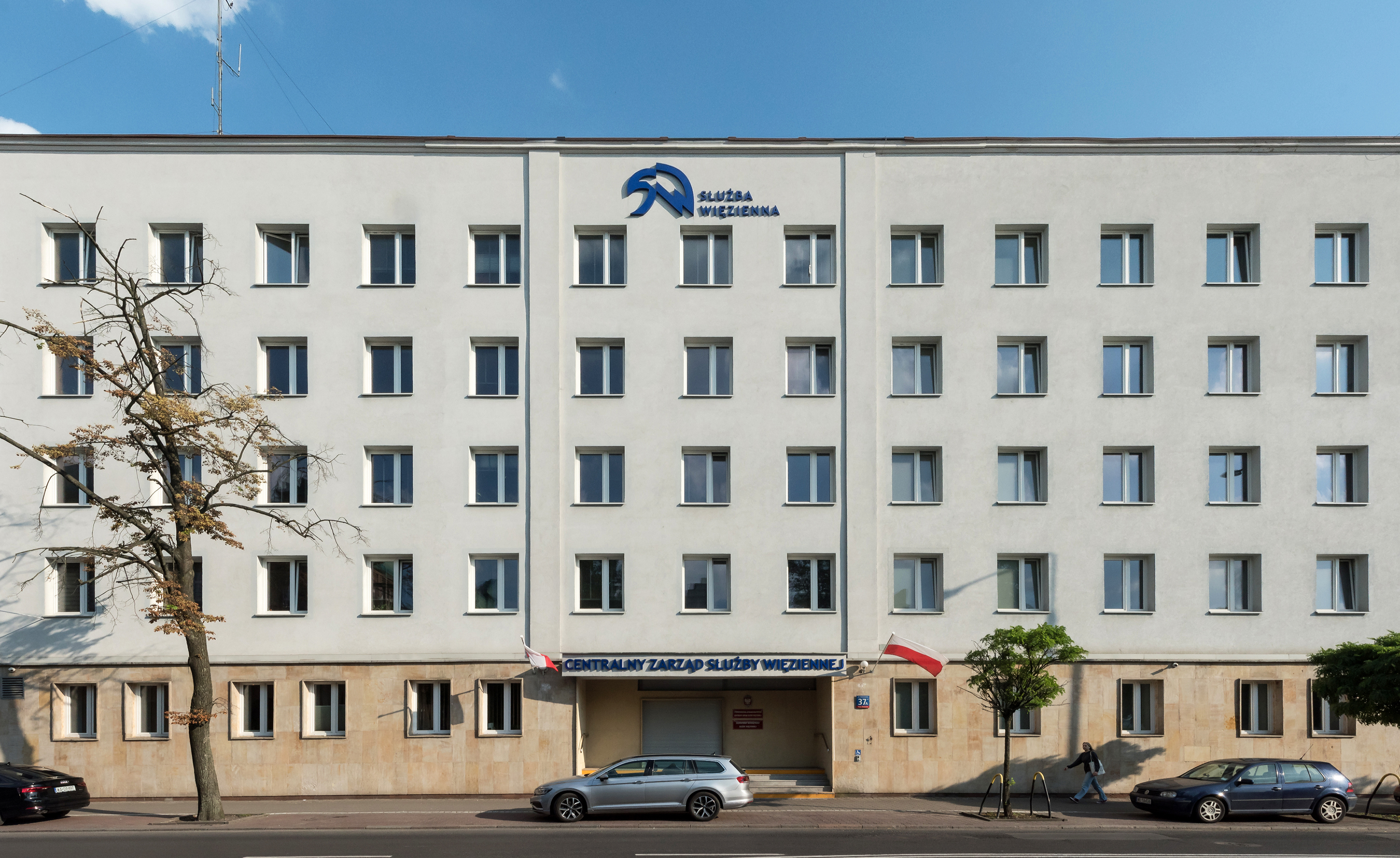
Centralny Zarząd Służby Więziennej (nr 37a)

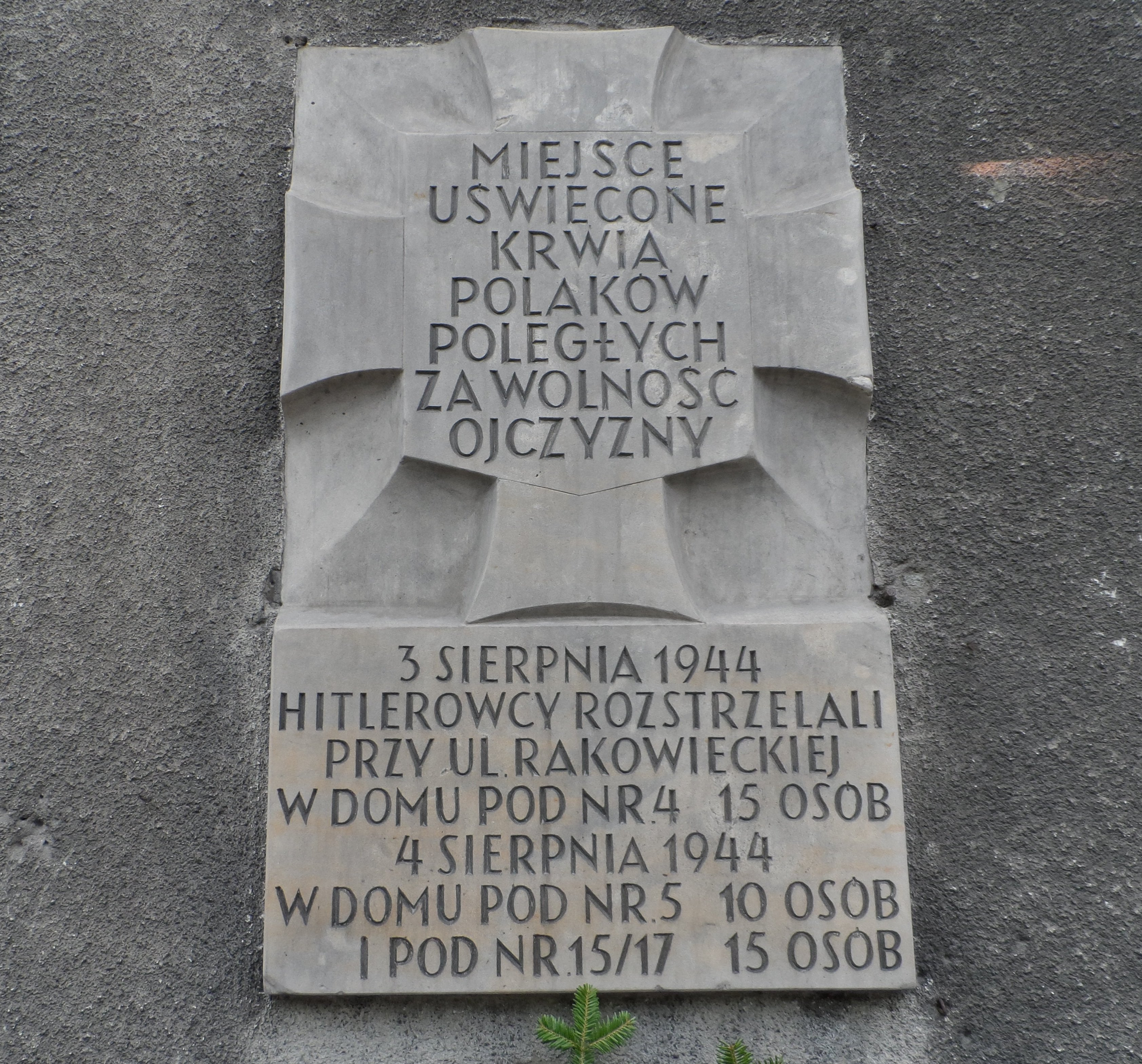
Tablica na ścianie budynku przy ul. Rakowieckiej 15 w Warszawie, upamiętniająca mieszkańców okolicznych domów zamordowanych w tym miejscu przez Niemców w czasie powstania warszawskiego

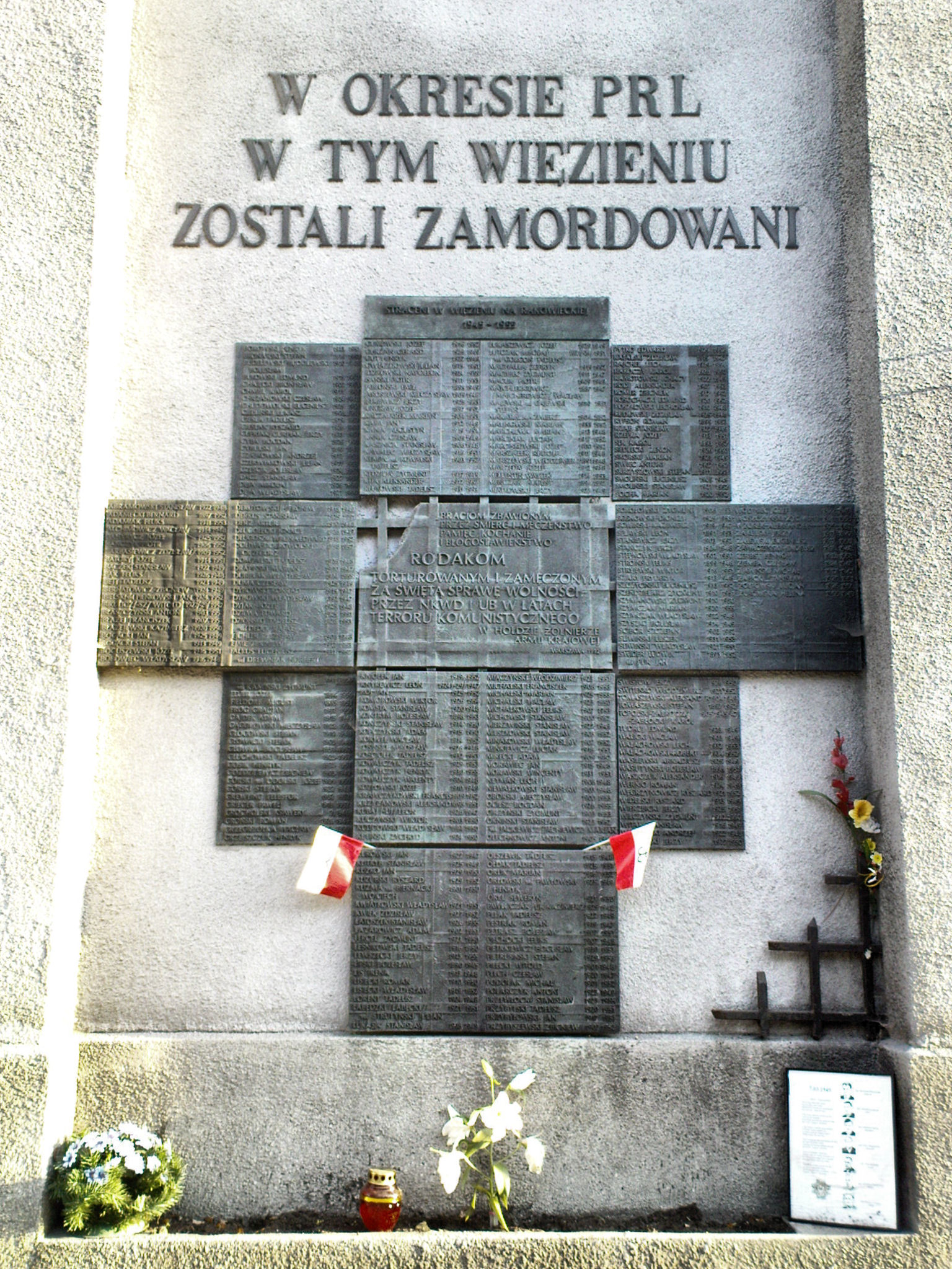
Tablica ufundowana przez żołnierzy AK w hołdzie torturowanym i zamęczonym w okresie terroru komunistycznego – miejsce pamięci na murze mokotowskiego więzienia

Ulica Rakowiecka – ulica w dzielnicy Mokotów w Warszawie.
Jest jedną z głównych ulic Starego Mokotowa. Ma ok. 1560 metrów; biegnie w kierunku wschód-zachód, od ul. Puławskiej, przecinając al. Niepodległości, do ul. św. Andrzeja Boboli. Na odcinku między ul. Puławską i al. Niepodległości ulica jest dwukierunkowa, z 2 pasami ruchu w każdą stronę, natomiast na odcinku między al. Niepodległości a ul. Boboli jest jednokierunkowa (w kierunku wschodnim), dysponując 2 pasami. Na tym odcinku wzdłuż ulicy biegną również tory tramwajowe: jadąc ze Śródmieścia, tramwaje skręcają tu z al. Niepodległości w kierunku Służewca. Trwa budowa linii tramwajowej między al. Niepodległości i ul. Puławską.

## Historia

### Początki i pochodzenie nazwy
Ulica jest dawną drogą wsi Mokotów, prowadzącą do wsi Rakowiec i Wyględów. W XVIII wieku biegła wśród pól i ogrodów, została uregulowana około 1850 roku. Później Rakowiec został oddzielony od Rakowieckiej ogródkami działkowymi, a obecnie osiedlem Ekopark.
Pierwsze większe budynki, jakie przy niej wybudowano przed wybuchem I wojny światowej, to:
- 1897–1900: dom Warszawskiego Towarzystwa Dobroczynności
- 1900: 20 budynków koszar Lejb-Gwardyjskiego Keksholmskiego Pułku Piechoty i obok cerkiew – obecnie Kościół Wniebowstąpienia Pańskiego
- 1904: Więzienie Mokotowskie[1]
- 1910–1914: pierwsze kamienice przy ul. Puławskiej.

W 1916 roku ulica została włączona w granice administracyjne Warszawy.

### Dwudziestolecie międzywojenne
Przy Rakowieckiej w 1924 roku rozpoczęto budowę (po obu stronach al. Niepodległości) gmachów Szkoły Głównej Gospodarstwa Wiejskiego i Szkoły Głównej Handlowej (pierwszy jej pawilon oddano do użytku w 1925 roku). Okolica ta intensywnie rozbudowywała się w latach 20. XX wieku: powstały budynki mieszkalne, zarówno wille jak i kamienice. 
2 października 1927 roku nastąpiło uruchomienie trakcji tramwajowej wzdłuż ulicy na odcinku pomiędzy ulicą Puławską a nową pętlą „Kielecka”, położoną po północnej stronie ulicy na zachód od skrzyżowania z ulicą Kielecką. Do obsługi trasy skierowano tramwaje linii „3”. Pętlę „Kielecka” wybudowano na gruncie położonym przed gmachem głównym Szkoły Głównej Gospodarstwa Wiejskiego, ofiarowanym miastu przez szkołę w celu ułatwienia studentom dojazdu na zajęcia.
28 listopada 1930 roku przy ulicy Rakowieckiej 6 otworzono nowe pomieszczenia reaktywowanej dwa lata wcześniej Biblioteki Narodowej. Na zbiory przeznaczono część nowo wybudowanego gmachu Biblioteki Wyższej Szkoły Handlowej (w roku 1933 uczelnia zmieniła nazwę na Szkołę Główną Handlową). W tym czasie cała Rakowiecka została zabudowana: Państwowy Instytut Geologiczny wprowadził się do nowego budynku w 1930 roku. 
Wiosną 1939 roku oddano do użytku budynek Sztabu Generalnego Wojska Polskiego.

### II wojna światowa
W czasie obrony Warszawy, 10 września 1939 roku, na Pole Mokotowskie i ulicę Rakowiecką uderzyły dwie kompanie piechoty niemieckiej wsparte czołgami, jednak atak ten został odparty
Kompleks gmachów Sztabu Głównego Wojska Polskiego przy ulicy Rakowieckiej 4 przekształcono w koszary SS – tzw. SS-Stauferkaserne. Więzienie też było wykorzystywane przez okupanta.
31 marca 1940 roku przywrócono kursowanie tramwajów na odcinku pomiędzy ulicą Puławską a pętlą „Kielecka”, zawieszone 8 września 1939 roku w związku z bombardowaniami miasta.

#### Powstanie warszawskie
1 sierpnia 1944 roku o godzinie 17:00 żołnierze Armii Krajowej uderzyli na niemieckie obiekty również w rejonie ul. Rakowieckiej. M.in. 3 kompania szturmowa „Felka” należąca do I Zgrupowania 4 rejonu, wspólnie z kompanią O-2 należącą do Zgrupowania Pułku Baszta Obwodu V AK „Mokotów” zdobyły budynki SGGW (Rakowiecka 26/30). Zwycięstwo to zostało okupione śmiercią dowódcy 3 kompanii por. rez. art. Feliksa Dąbrowskiego „Bohusza” („Bochusza”). Oddziały Obwodu V AK „Mokotów” poniosły tego dnia ciężkie straty podczas nieudanych ataków na silnie umocnione niemieckie punkty oporu przy ulicach Rakowieckiej i Puławskiej. Na skutek tej porażki znaczna część oddziałów Obwodu V wycofała się do Lasu Kabackiego. Pięć kompanii pułku „Baszta” pod dowództwem podpułkownika Stanisława Kamińskiego „Daniela” obsadziło natomiast bloki mieszkalne w czworoboku ulic: Odyńca – Goszczyńskiego – Puławskiej – al. Niepodległości. W następnych dniach powstańcom udało się jednak rozszerzyć swój stan posiadania oraz zorganizować silny ośrodek oporu na Górnym Mokotowie, jednak nie udało im się opanować linii ul. Rakowieckiej.
W nocy z 1 na 2 sierpnia 1944 roku jednostki SS, policji i Wehrmachtu dopuściły się na Mokotowie szeregu zbrodni wojennych. Wzięci do niewoli powstańcy byli rozstrzeliwani, rannych dobijano. Niemcy nie zważali przy tym na fakt, że żołnierze AK prowadzili walkę w sposób otwarty i posiadali przewidziane prawem oznaki żołnierskie – a więc walczyli zgodnie z konwencją haską. Zamordowano między innymi wszystkich polskich żołnierzy schwytanych podczas ataku na niemieckie punkty oporu przy ul. Rakowieckiej.
W momencie wybuchu powstania warszawskiego stacjonował tam 3 batalion zapasowy grenadierów pancernych SS, który liczył ok. 600 żołnierzy wspartych kompanią czołgów. 1 sierpnia 1944 roku koszary zostały zaatakowane przez żołnierzy AK z batalionu szturmowego „Odwet II” i grupy artyleryjskiej „Granat” jednak doskonale uzbrojeni i dobrze umocnieni SS-mani zdołali odeprzeć polskie natarcie.
W pierwszych dniach powstania w koszarach Stauferkaserne przy Rakowieckiej 4 Niemcy utworzyli prowizoryczne więzienie – przede wszystkim dla mężczyzn, a zarazem punkt zborny dla wypędzanych mieszkańców Warszawy. 2 sierpnia w godzinach porannych SS-mani z garnizonu Stauferkaserne przystąpili do pacyfikacji kwartałów Mokotowa położonych najbliżej koszar przy Rakowieckiej 4. Mieszkańców najbliższych ulic, m.in. ul. Rakowieckiej, wypędzano z domów, po czym wśród bicia i krzyku gnano do Stauferkaserne. Do godziny 20:00 kilkuset cywilów było zmuszonych czekać w deszczu na dziedzińcu koszar. SS-mani oddawali nad ich głowami serie strzałów z broni maszynowej, potęgując w ten sposób nastrój paniki. Do uwięzionych Polaków przemówił następnie dowodzący garnizonem Stauferkaserne SS-Obersturmführer Martin Patz. Oświadczył on zgromadzonym, że zostali zatrzymani w charakterze zakładników i jeżeli powstanie nie upadnie w ciągu trzech dni, wszyscy zostaną rozstrzelani. Ponadto zapowiedział, że za każdego Niemca zabitego przez powstańców dokonywane będą egzekucje Polaków. Następnie mężczyzn odseparowano od kobiet i dzieci, po czym obie grupy ulokowano w różnych blokach koszarowych. Większość kobiet i dzieci zwolniono wieczorem następnego dnia.
Więzienie w Stauferkaserne funkcjonowało mniej więcej do połowy września 1944 roku, choć wielu Polaków przetrzymywano w koszarach aż do początków października. Po dłuższym lub krótszym pobycie w Stauferkaserne więźniowie byli zazwyczaj kierowani do obozu przejściowego w Pruszkowie lub innych punktów zbornych utworzonych przez Niemców dla wypędzanej ludności Warszawy.
Po 10 września 1944 roku radzieckie lotnictwo rozpoczęło bombardowanie koszar we wschodniej części ul. Rakowieckiej.
Po upadku powstania Niemcy 3 listopada 1944 roku spalili Archiwum Akt Nowych znajdujące się w gmachu Szkoły Głównej Handlowej. Zniszczeniu uległo 95% zasobów archiwum.

### Po wojnie
22 stycznia 1946 roku wznowiono kursowanie tramwajów wzdłuż ulicy na odcinku pomiędzy ulicą Puławską a pętlą „Kielecka”, po torowisku przebudowanym do rozstawu szyn 1435 mm.
Po II wojnie światowej ul. Rakowiecka okryła się ponurą sławą, przede wszystkim z powodu okrucieństw popełnianych przez komunistów w więzieniu mokotowskim przy ul. Rakowieckiej 37. Jednak również niesławny był budynek pod numerem 2A, czyli siedziba Ministerstwa Spraw Wewnętrznych PRL (wcześniej Ministerstwo Bezpieczeństwa Publicznego), któremu podlegały takie służby jak: Korpus Bezpieczeństwa Wewnętrznego, Urząd Bezpieczeństwa i Służba Bezpieczeństwa, Milicja Obywatelska i Ochotnicza Rezerwa Milicji Obywatelskiej. Na przesłuchania do tego budynku byli czasem przewożeni więźniowie z więzienia mokotowskiego lub z aresztu w Pałacu Mostowskich. W części bloków ul. Rakowieckiej mieszkali ubecy, w innych, między Wiśniową a aleją Niepodległości – klawisze (strażnicy więzienni).
W 1950 roku u wschodniego zwieńczenia ulicy Rakowieckiej wybudowano kino, które po krótkim czasie otrzymało nazwę „Moskwa” (przy ul. Puławskiej 19/21). Było to jedno z najbardziej znanych kin Warszawy – w nim w latach 70. organizowano Konfrontacje, w ramach których pokazywano filmy niedopuszczone przez cenzurę do szerokiej dystrybucji w PRL. Światową prasę obiegło zdjęcie transportera opancerzonego SKOT stojącego przed kinem Moskwa 13 grudnia 1981 roku na tle reklamy filmu Czas apokalipsy.
7 października 1956 roku linię tramwajową wzdłuż ulicy powiązano z nową trasą przebiegającą wzdłuż alei Niepodległości na północ od skrzyżowania z ulicą Rakowiecką, wybudowaną w ramach realizacji trasy N–S.
1 września 1967 roku zamknięto linię tramwajową pomiędzy ulicą Puławską a aleją Niepodległości, a równocześnie uruchomiono nową trasę biegnącą na zachód od istniejącej pętli „Kielecka” do ulicy Karola Chodkiewicza i dalej do skrzyżowania ulic Władimira Komarowa i Jana Pawła Woronicza. Torowisko na zlikwidowanym odcinku trasy usunięto w 1969 roku, a jezdnię na tym odcinku poszerzono do dwóch pasów ruchu w każdym kierunku.
Kino „Moskwa” rozebrano w 1996 roku i rok później wzniesiono w tym miejscu kompleks kinowo-biurowy „Europlex”, który obecnie zamyka wschodnią perspektywę ulicy. W budynku tym mieściły się kina należące do sieci Silver Screen i później Multikino (do 2010 roku). Obecnie budynek zajmują biura i firmy usługowe.
W pierwszej dekadzie XXI wieku z ulicy Rakowieckiej na Ursynów przeniosła się Szkoła Główna Gospodarstwa Wiejskiego, opuszczając kompleks budynków przy Rakowieckiej 26/30.
12 października 2023 roku podpisano umowę na odbudowę linii tramwajowej wzdłuż ulicy na odcinku pomiędzy ulicą Puławską a aleją Niepodległości. W czerwcu 2024 roku rozpoczęto prace budowlane.

## Ważniejsze obiekty
Strona północna:
- Rakowiecka 2A – siedziba Agencji Bezpieczeństwa Wewnętrznego
- Rakowiecka 2D – siedziba Naczelnej Dyrekcji Archiwów Państwowych
- Rakowiecka 4 – siedziba Państwowego Instytutu Geologicznego z Muzeum Geologicznym (zabytek, nr rejestru: 877 z 20 listopada 1974 roku)
- Rakowiecka 4A – siedziba Sztabu Generalnego Wojska Polskiego
- (Aleja Niepodległości 162) – zabytkowe budynki Szkoły Głównej Handlowej: przy ulicy Rakowieckiej znajdują się:
  - Rakowiecka 22B – Budynek „B” (Pawilon Biblioteczny) wybudowany w latach 1927–1930, zabytek na mocy decyzji A-911 z 1 lipca 2008 roku
  - Rakowiecka 24 – Budynek „A” (Pawilon Doświadczalny) wybudowany w latach 1924–1926, zabytek na mocy powyższej decyzji
  - ponadto do zabytków na mocy powyższej decyzji zostały zaliczone:
    - gmach główny, al. Niepodległości 162, z lat 1951–1953
    - dom mieszkalny, ul. Rakowiecka 22, 1951–1953
    - dom mieszkalny, ul. Rakowiecka 22A, 1951–1953
    - dom profesorski, ul. Rakowiecka 22C, 1924–1935
- stacja metra Pole Mokotowskie pod skrzyżowaniem z al. Niepodległości
- Rakowiecka 26/30 – dawny kampus Szkoły Głównej Gospodarstwa Wiejskiego, siedziba m.in. Krajowej Rady Sądownictwa
- Rakowiecka 32 – warszawski ośrodek Instytutu Technologiczno-Przyrodniczego
- pętla tramwajowa (na wysokości ul. Rakowieckiej 32)

Strona południowa:
- Rakowiecka 7 – opuszczony budynek dawnego hotelu garnizonowego[25]
- Rakowiecka 19 – dawny biurowiec i laboratorium Polskiej Spółki Wytworów Chemicznych Roche z 1926 zaprojektowany przez Romualda Gutta[36] (róg ul. Starościńskiej), będący po 1945 siedzibą m.in. poselstwa Szwajcarii (1948–1950), Szpitala Amerykańskiego (1951)[37], ambasady Holandii (1964–1990), ambasady Danii (1996–2006)[25] oraz ambasady Turcji (od 2017)
- Rakowiecka 21 – zabytkowy zespół dawnego Domu Sierot Dziewcząt Warszawskiego Towarzystwa Dobroczynności z roku 1900 (do zabytku zostały zaliczone: sierociniec, stróżówka i budynek gospodarczy, nr rejestru A-821 z 10 września 2008 roku). Od 2021 siedziba Państwowej Szkoły Muzycznej I st. im. Emila Młynarskiego
- Rakowiecka 25/27 – Urząd Dzielnicy Mokotów m. st. Warszawy
- Rakowiecka 37 – Areszt Śledczy Warszawa-Mokotów (więzienie mokotowskie)
- Rakowiecka 37a – Centralny Zarząd Służby Więziennej
- Rakowiecka 41 – modernistyczna kamienica na rogu ul. Asfaltowej. Na jej ścianie znajduje się dziura i ślady rozprysku pocisku, który uderzył w nią w czasie powstania warszawskiego[38]
- (ul. Kielecka 45) – budynek sprzed 1939, ówcześnie własność Jana Kiepury, od 1953 Szkoła Średnia przy Ambasadzie Rosji
- Rakowiecka 61 – sanktuarium św. Andrzeja Boboli, na którego terenie znajduje się również m.in. Akademia Katolicka.

## Tablice pamiątkowe przy ul. Rakowieckiej
- Na budynku stojącym na rogu ul. Puławskiej znajdują się dwie tablice pamiątkowe, związane z tym, że w jednym z mieszkań tej kamienicy mieszkał w latach 1958–1974 Melchior Wańkowicz, a po jego śmierci – jego wnuczka Anna Erdman i jej mąż Tadeusz Walendowski[25]:
  - tablica poświęcona Melchiorowi Wańkowiczowi
  - tablica poświęcona opozycyjnemu salonowi literackiemu prowadzonemu przez małżeństwo pp. Walendowskich. Napis brzmi: „W tym domu w latach 1976–1979 działał opozycyjny salon literacki prowadzony przez Annę Erdman i Tadeusza Walendowskiego, propagujący niezależną kulturę – bywalcy i przyjaciele.”
- Rakowiecka 15/17 – tablica pamiątkowa Tchorka o treści: „Miejsce uświęcone krwią Polaków poległych za wolność ojczyzny. 3 sierpnia 1944 hitlerowcy rozstrzelali przy ul. Rakowieckiej w domu pod nr. 4 15 osób. 4 sierpnia 1944 w domu pod nr. 5 10 osób i pod nr. 15/17 15 osób”. Tablica upamiętnia ofiary zbrodni popełnionej przez Niemców w czasie powstania warszawskiego. W dniach 3–4 sierpnia 1944 roku żołnierze Waffen-SS z koszar Stauferkaserne, wsparci przez spieszonych żołnierzy Luftwaffe z koszar przy ul. Puławskiej, przystąpili do pacyfikacji domów przy ulicy Rakowieckiej i na sąsiednich ulicach. W domach przy ul. Rakowieckiej nr 5, 9 i 15 zamordowano wówczas co najmniej 30 Polaków
- Rakowiecka 28 – tablica o treści: „W pierwszym dniu Powstania Warszawskiego 1944 r. 3 Kompania Szturmowa „Felka” 4 rej. Powstała w 39 r. z I Komp. „Jacka” i przemianowana na Komp. 0-2 „Withala” pułku A.K. „Baszta” zdobyła w śmiałym natarciu budynki S.G.G.W. obsadzone przez Niemców. Zwycięstwo to zostało okupione śmiercią dowódcy por. „Bohusza - Felka” F. Dąbrowskiego oraz kilkunastu powstańców.”[39]
- na murze więzienia mokotowskiego znajdują się tablice:
  - tablica ufundowana przez żołnierzy AK w hołdzie torturowanym i zamęczonym w okresie terroru komunistycznego o treści rozpoczynającej się od słów: „W okresie PRL w więzieniu tym zostali zamordowani” i wymieniająca 283 więźniów politycznych zamordowanych w więzieniu mokotowskim
  - tablica poświęcona Kazimierzowi Pużakowi
  - tablica poświęcona Kazimierzowi Moczarskiemu
  - tablica poświęcona Augustowi Emilowi Fieldorfowi
  - tablica poświęcona Hieronimowi Dekutowskiemu i żołnierzom jego oddziału
  - tablica ku pamięci pomordowanych podczas pacyfikacji więzienia przez oddziały SS 2 sierpnia 1944 roku
- Rakowiecka 57 – tablica o treści: „W tym domu mieszkała w latach 1936–1939 Krystyna Krahelska „Danuta” (1914–1944). Poetka, żołnierz AK, autorka pieśni «Hej chłopcy, bagnet na broń». Zginęła 2.VIII 1944 w Powstaniu Warszawskim”[39]
- Rakowiecka 59A – tablica na ścianie tego budynku upamiętnia odznaczenie w mieszkaniu Danuty Chądzyńskiej 13 lutego 1943 roku przez gen. Stefana Roweckiego „Grota” – Jana Piwnika ps. Ponury i Jana Rogowskiego ps. Czarka Krzyżami Srebrnymi Orderu Wojennego Virtuti Militari
- Rakowiecka 61 (od strony ul. Boboli) – tablica pamiątkowa Tchorka o treści: „Miejsce uświęcone krwią Polaków poległych za wolność ojczyzny. W tym miejscu 2 sierpnia 1944 hitlerowcy rozstrzelali i spalili 40 Polaków”. Tablica upamiętnia ofiary zbrodni popełnionej przez Niemców w czasie powstania warszawskiego. 2 sierpnia 1944 roku w podziemiach jezuickiego Domu Pisarzy żołnierze SS zamordowali blisko 40 osób – w tym 8 kapłanów i 8 braci Towarzystwa Jezusowego. Ofiary tej zbrodni upamiętnia także tablica innego typu, ustawiona przy ogrodzeniu od strony ul. Rakowieckiej.

## Inne informacje
- Ulica Rakowiecka często przez warszawiaków była nazywana „z Moskwy do więzienia”, a niektórzy przedłużali ten bieg, nazywając ją „z Moskwy przez więzienie do pętli” (tramwajowej). Inna nazwa to „najdłuższa ulica Warszawy” (ponieważ trafiwszy na nią, nie wychodziło się szybko)[potrzebny przypis].
- Przed Muzeum Geologicznym przez wiele lat (do 2011 roku) stała wielka rzeźba mamuta[40].
- Fasada budynku SGGW przy ul. Rakowieckiej 30 odchyla się od ulicy o 45°, gdyż w tym miejscu według przedwojennych urbanistów, pod tym kątem z ulicą Rakowiecką miała krzyżować się przecinająca Pole Mokotowskie ulica Uniwersytecka, która nigdy nie powstała.
- Nieistniejącą już aptekę w budynku nr 41 można zobaczyć w jednej ze scen komedii Miś (1981) Stanisława Barei[41].